# فوتبال تکاملی حرفه‌ای ۲۰۱۸
فوتبال تکاملی حرفه‌ای ۲۰۱۸ (به انگلیسی: Pro Evolution Soccer 2018) (اختصاری PES 2018) یک بازی ویدئویی در سبک ورزشی است که توسط شرکت کونامی برای پلی‌استیشن ۳، پلی‌استیشن ۴، اکس‌باکس ۳۶۰ و اکس‌باکس وان و همچنین مایکروسافت ویندوز در سپتامبر ۲۰۱۷ منتشر شد. این بازی هفدهمین قسمت در مجموعه بازی‌های فوتبال تکاملی حرفه‌ای به‌شمار می‌رود.

## ۲۰ بازیکن برتر بازی
1. کریستیانو رونالدو (۹۴)
2. لیونل مسی (۹۴)
3. لوییس سوارز (۹۲)
4. نیمار (۹۱)
5. مانوئل نویر (۹۱)
6. زلاتان ابراهیموویچ (۹۰)
7. روبرت لواندوفسکی (۹۰)
8. آنتوان گریزمن (۹۰)
9. گرت بیل (۹۰)
10. گونسالو ایگواین (۸۹)
11. آرین روبن (۸۹)
12. الکسیس سانچز (۸۹)
13. ادن هازارد (۸۹)
14. لوکا مودریچ (۸۹)
15. پل پوگبا (۸۹)
16. جانلوییجی بوفون (۸۹)
17. سرخیو آگوئرو (۸۸)
18. دریس مرتنز (۸۸)
19. پائولو دیبالا (۸۸)
20. مسعود اوزیل (۸۸)

## ۱۰ دروازه‌بان برتر بازی
1. مانوئل نویر (۹۱)
2. جانلوئیجی بوفون(۸۹)
3. داوید د خیا (۸۸)
4. یان اوبلاک (۸۸)
5. تیبو کورتوا (۸۸)
6. لوریس (۸۷)
7. کیلور ناواس (۸۶)
8. سمیر هاندانوویچ (۸۶)
9. مارک-آندره تر اشتگن(۸۵)
10. ووژیک شزنی (۸۳)

## ۱۰ مدافع برتر بازی
1. سرخیو راموس(۸۸)
2. ژروم بواتنگ (۸۸)
3. تیاگو سیلوا (۸۸)
4. جورجو کیه لینی (۸۸)
5. لئوناردو بونوچی(۸۸)
6. مارسلو (۸۸)
7. جرارد پیکه (۸۷)
8. متس هوملس (۸۷)
9. دیه گو گودین (۸۷)
10. آلکس ساندرو (۸۶)

## ۱۰ هافبک برتر بازی
1. لوکا مودریچ (۸۹)
2. پل پوگبا (۸۹)
3. تونی کروس (۸۸)
4. مسعود اوزیل (۸۸)
5. کوین دی بروینه (۸۸)
6. ایسکو (۸۷)
7. تیاگو (۸۷)
8. اینیستا (۸۷)
9. داوید سیلوا (۸۷)
10. سرخیو بوسکتس (۸۷)

## ۱۰مهاجم برتر بازی
1. کریستیانو رونالدو (۹۴)
2. لیونل مسی (۹۴)
3. لوییس سوارز (۹۲)
4. نیمار (۹۱)
5. زلاتان ابراهیموویچ (۹۰)
6. گرت بیل (۹۰)
7. آنتوان گریزمان (۹۰)
8. گونسالو ایگواین (۸۹)
9. ادن هازارد (۸۹)
10. دریس مرتنز (۸۹)

## توسعه
ورژن نینتندو سوییچ منتشر نگردید امّا کونامی اظهار داشت که ایده‌هایی برای آینده این بازی در این کنسول دارد.
نسخهٔ دموی این بازی برای PS3,PS4,XBOX ONE, XBOX 360 که با تعداد محدودی از استادیومها و باشگاه‌ها و دیگر مجموعه ویژگی‌ها در ۳۰ ام آگوست ۲۰۱۷ منتشر گردید؛ و همچنین اولین دیتا پک که با نام دیتا پک در پنجم اکتبر ۲۰۱۷ منتشر گردید و حاوی ۱۱۷ آپدیت برای صورت بازیکنان و ۱۰ کفش جدید بوده‌است؛ و آپدیت دیگر برای این دیتا پک همراه با اضافه شدن جزئیات‌هایی برای تیم بارسلونا و ۳۰۰۰ بازیکن در آن اصلاح شده‌است؛ و دیتا پک دوم در ۱۵ ام نوامبر ۲۰۱۷ منتشر گردید؛ و استادیوم رسمی آرسنال(Emirates Stadium) و یک استادیوم در شیلی(Estadio Nacional) در سانتیاگو ی شیلی و همچنین کفشهای جدید و چهره‌های جدید بازیکنان اضافه می‌گردد؛ و بازیکنان چهار تیم Avaí, Fluminense, São Paulo و Vasco da Gama حذف شده و به جای آن‌ها بازیکنان غیر واقعی قرار داده شده‌است.

## روند ساخت
در این نسخه انیمیشن صورت بازیکنان پیشرفت بسیار چشمگیری نسبت به نسخه قبلی یعنی فوتبال تکاملی حرفه‌ای ۲۰۱۷ داشته‌است. کونامی با بستن قرارداد با تیم‌های بارسلونا، بروسیا دورتموند، لیورپول توانسته‌است چهره‌های دقیقی از بازیکنان مشهور را شبیه‌سازی کند و تصاویر و چهره بازیکنان بیشتر به واقعیت نزدیک‌تر کند. علاوه بر آن، جلوه‌های بصری، نور پردازی و فضاسازی استادیوم‌ها از نسخهٔ پیشین بهتر شده‌اند. تغییرات اساسی در ساختار منوهای بازی صورت گرفته‌است. پخش دوباره دقایق حساس بازی و رفتار بازیکنان نیز تغییرات زیادی داشته‌اند. حالت لمس توپ واقعی نیز به بازی اضافه شده‌است.

## لایسنس‌ها
در این نسخه تیم‌های لایسنس شده جدید تاکنون والنسیا، شیلی، آرژانتین، برزیل، شالکه، اتلتیکو مادرید ٬موناکو، فولام، پورتو، بلژیک، پرتغال، انگلیس، ولز، لهستان، میلان و اینتر هستند. لیگ‌های جدید لایسنس شده نیز مسابقه قهرمانی سری آ برزیل ،لیگ برتر فوتبال آرژانتین و لیگ برتر فوتبال شیلی هستند.
در نسخه جدید استادیوم‌های المپیک رم، استادیوم سن سیرو و استادیوم نیوکمپ لایسنس شده و برای بازیکنان قابل انتخاب هستند.

## ویژگی‌های جدید
از ویژگی‌های جدید این بازی می‌توان به دریبل زنی استراتژیک و بهبود ضربات آزاد اشاره کرد که موجب افزایش سطح روند بازی خواهد شد. حالت گیم پلی گروهی نیز یکی از ویژگی‌های جدید این بازی است و به نظر می‌رسد که سیستم نقل و انتقالات بازیکنان نیز ارتقا یافته‌است. کاربرانی که بازی را پیش خرید نموده‌اند، هدایایی را در بخش «مای کلاب» دریافت می‌نمایند.

### حضور یوسین بولت در بازی
در این نسخه علاوه بر تیم‌های بارسلونا، دورتموند و لیورپول که شرکت سازنده مجوز لازم را در جهت استفاده دریافت کرده‌است، در حالت «مای کلاب» از دونده مشهور یوسین بولت به همراه کفش‌های evoSPEED! به عنوان بازیکن نیز می‌توان استفاده می‌کند

## بازخوردها
این بازی با توجه به نقدها بازی مطلوبی معرفی شده و توانسته برخی از جوایز را در بخش بازی‌های ورزشی از آ «خود کند یا نامزد این نوع مسابقات از جمله Game Awards شود.
Sergio Pereira منتقد Fortress of Solitude به این بازی امتیاز ۷٬۵ از ۱۰ را داد، و IGN این بازی را یک بازی هیجان انگیز خواند و عنوان کرد: یک بازی با کیفیتی سطح بالا برای رقابت با دیگر بازی‌های سبک ورزشی است، و نمرهٔ ۹٬۲ از ۱۰ به این بازی داد.
| گردآورنده | امتیاز                                 |
| --------- | -------------------------------------- |
| متاکریتیک | (PC) 82/100 (PS4) 83/100 (XONE) 82/100 |

| ناشر         | امتیاز  |
| ------------ | ------- |
| گیم اینفورمر | 8.75/10 |
| گیم‌اسپات     | 8/10    |
| گیمز ریدار+  | [ ۶ ]   |
| آی‌جی‌ان       | 9.2/10  |

### فروش
این بازی ۶۴و۳۴۲ نسخه برای PS4 و در هفتهٔ اول در ژاپن توانست تمام جداول فروش در بخش بازی‌های ویدیویی جایگاه اول را کسب کند

### افتخارات
یروگیمر این بازی را در بین ۵۰ بازی برتر سال در رتبهٔ ۴۳ ام قرار داد؛ و بهترین بازی بخش ورزشی را در گیمزکام ۲۰۱۷ از آن خود کرد، و نامزد بهترین بازی ورزشی در گیم کریتیک اوارد و همچنین رتبهٔ ۳۵ ام را در بهترین بازی مولتی پلیر در Golden Joystick Awards را کسب کرد و نامزد بهترین بازی اسپورت/ریسینگ در The Game Awards 2017 شد. و جایزه بهترین بازی مولتی پلیر ورزشی از نگاه گیم اینفورمر را از آن خود کرد.